# 皮拉罗克
皮拉罗克（法語：Puylaroque，法語發音：[pɥilaʁɔk]）是法国奥克西塔尼大区塔恩-加龙省的一个市镇，属于蒙托邦区。

## 地理
皮拉罗克（44°15'3"N, 1°36'39"E）面积35.87 平方千米，位于法国奧克西塔尼大區塔恩-加龙省，该省份为法国西南部内陆省份，北起顺时针与洛特省、阿韦龙省、塔恩省、上加龙省、热尔省和洛特-加龙省接壤。
与皮拉罗克接壤的市镇（或旧市镇、城区）包括：凯尔西地区贝尔福、贝尔蒙圣富瓦、韦拉特、凯吕斯、凯里耶克、佩讷堡、拉庞什、拉沃雷特、穆亚克、圣乔治。

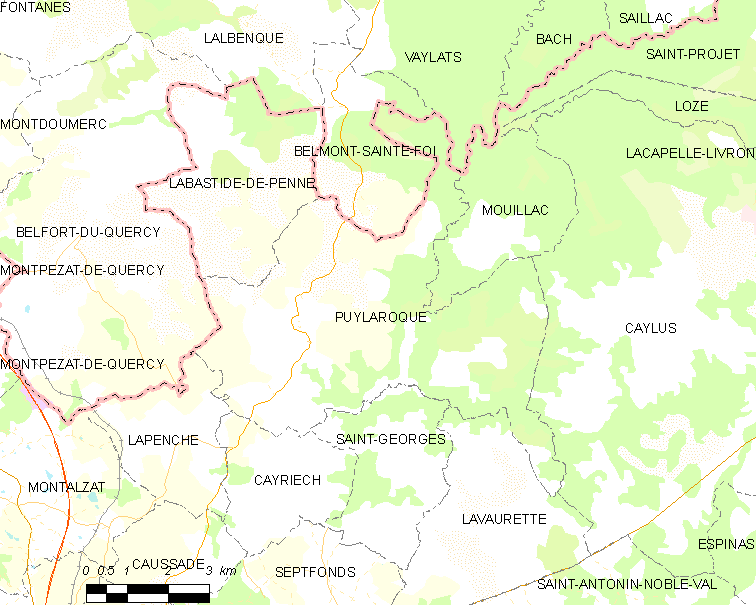
皮拉罗克的OSM定位图

皮拉罗克的时区为UTC+01:00、UTC+02:00（夏令时）。

## 行政
皮拉罗克的邮政编码为82240，INSEE市镇编码为82148。

## 政治
皮拉罗克所属的省级选区为凯尔西-鲁埃格县。

## 人口

1962-2008年间皮拉罗克人口变化图示

皮拉罗克于2022年1月1日时的人口数量为698人。